# Мурашко, Николай Иванович
Никола́й Ива́нович Мура́шко (рус. дореф.: Николай Ивановичъ Мурашко; 8 [20] мая 1844, Глухов, Черниговская губерния, Российская империя — 9 [22] сентября 1909, Буча, Киевская губерния, Российская империя) — русский и украинский художник, педагог и мемуарист. Выпускник Санкт-Петербургской академии художеств, ученик А. В. Прахова. Преподаватель ремесленной школы Н. А. Ригельмана, инициатор создания и руководитель учреждённой на средства мецената И. А. Терещенко Киевской рисовальной школы, выпускники которой следовали принципам передвижников. Дядя художника-портретиста Александра Мурашко, открывшего свою собственную артель.

## Биография

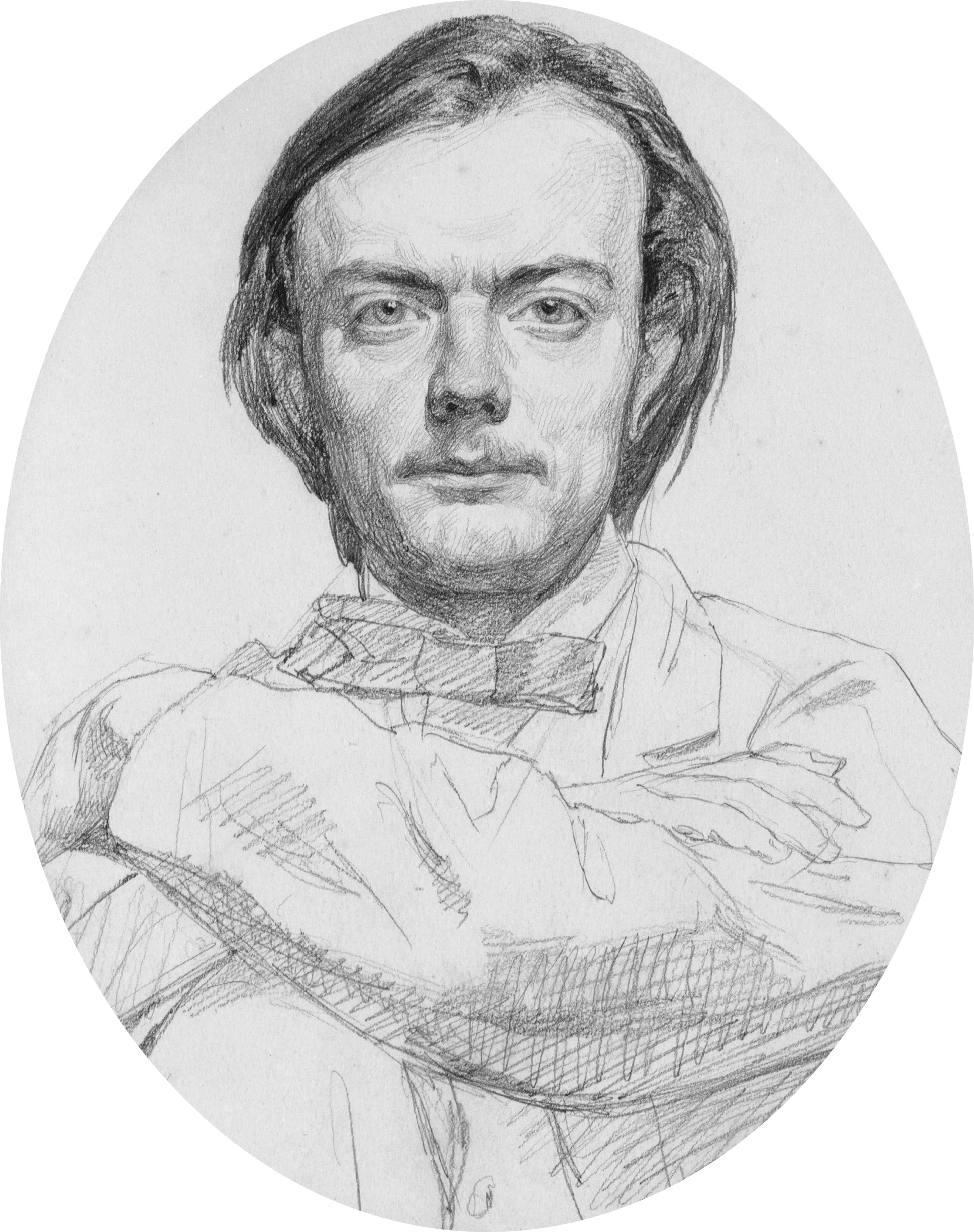
Портрет работы И. Репина, 1866.

Николай Мурашко родился в семье резчика по дереву, изготовлявшего церковные иконостасы. С 1858 года — Мурашко проживал в Киеве. С 1863 по 1868 год учился в Санкт-Петербургской Академии художеств. Из-за болезни Мурашко не смог окончить академию и был вынужден перебраться из Санкт-Петербурга на юг — в Воронеж.
В октябре 1867 года он прислал в Академию художеств свои рисунки с просьбой предоставить ему звание учителя рисования на основании этих работ. Просьба Мурашко была удовлетворена и он получил диплом заочно, фактически, не завершив обучение. В 1868—1870 гг. Мурашко преподавал рисунок в Первой мужской гимназии, затем в реальном училище в Киеве. В 1875—1901 руководил основанной им Киевской рисовальной школой. По собственному признанию, к созданию школы Мурашко подвиг успешный пример учителя рисования В. Тимофеева, создавшего Новгород-Северскую частную школу.
В 1885 году Мурашко выехал заграницу, с целью ближе познакомиться с работами итальянских мастеров. По пути он заехал в Польшу, чтобы лично познакомиться с Яном Матейко. В просьбе об аудиенции, адресованной польскому мастеру, Мурашко писал: «Русский живописец на пути в Рим на поклонение нашим великим старым мастерам долгом счёл также лично засвидетельствовать своё почтение великому, уважаемому мастеру». После встречи с Матейко Мурашко вспоминал о том, как в Польше бродили ложные слухи о том, что в Киеве существует квота на польских студентов, желавших обучаться живописи, подобная квоте на еврейских студентов. В своих мемуарах художник подчёркивал, что, создавая свою школу, он руководствовался принципом равенства возможностей для всех желающих и отсутствием любых квот по национальному признаку.
Киевская рисовальная школа Николая Мурашко дала пропуск в профессионалы многим художникам. Среди них были такие мастера как: Н. Пимоненко, В. Серов, Х. П. Платонов, Г. Дядченко, К. Крыжицкий.
Школа Н. Мурашко давала реальную возможность получить художественное образование детям бедняков. Так, Мурашко, оценив несомненный талант юного Николая Пимоненко, уговорил содержавшего Киевскую рисовальную школу мецената Н. И. Терещенко, принять мальчика в школу бесплатно.
Школа просуществовала более 25 лет и была закрыта 22 мая 1901 года.
Н. Мурашко изучал опыт преподавания в лучших российских и зарубежных школах. В 1985, 1891, 1894 годах художник путешествует в Краков, Вену, Париж, Болонью, Флоренцию и Рим, чтобы ознакомиться с деятельностью художественных школ и академий.
Последние годы жизни Н. Мурашко провел в селении Буча под Киевом. Именно там он написал мемуары «Воспоминания старого учителя».

## Творчество

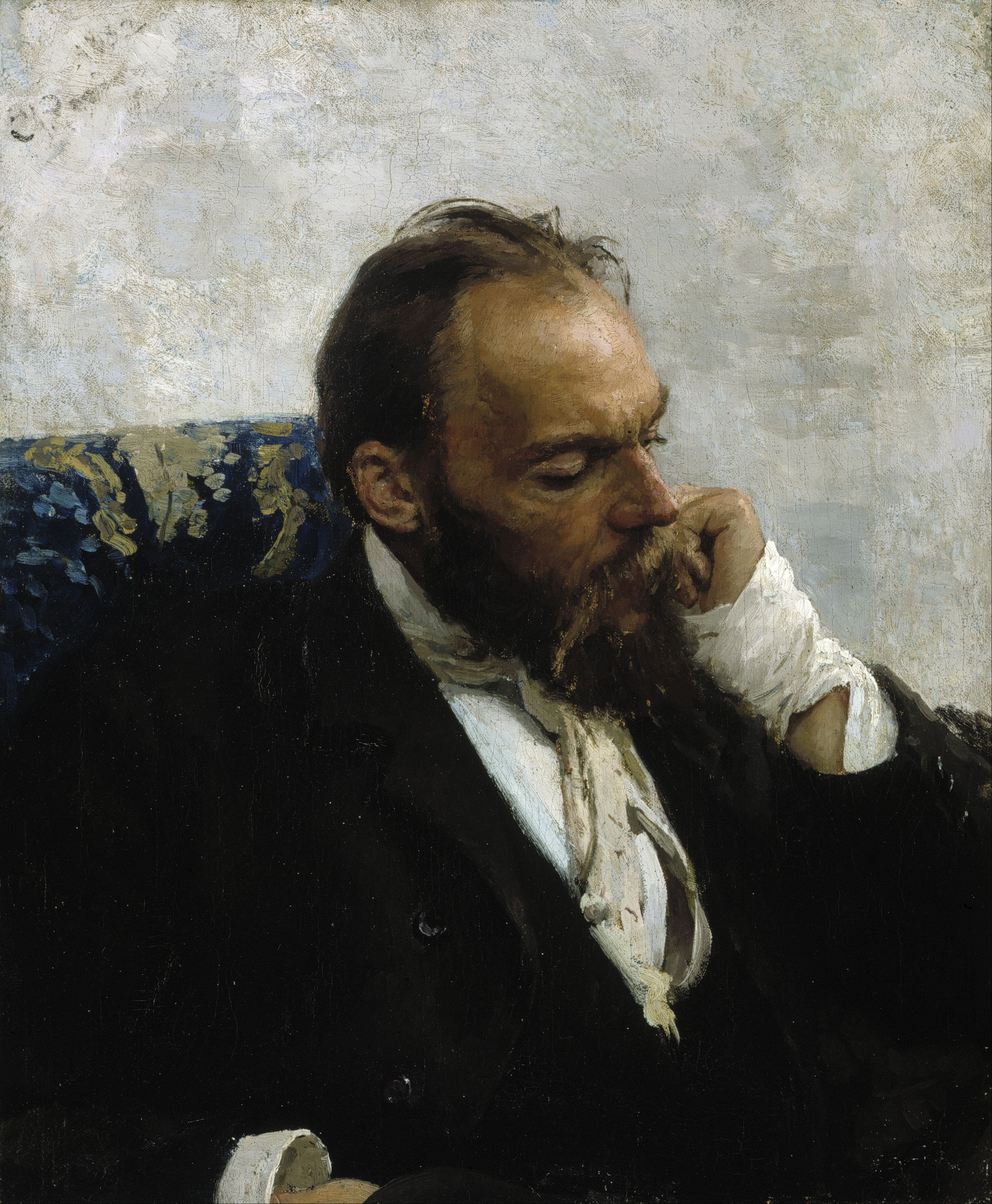
Портрет работы И. Репина, 1882

В конце 70-х годов художник усердно занимается пейзажной живописью. Позже, в 80—90-х годах XIX века Мурашко создаёт серию пейзажей «Речка Тетерев», «Коростышев», «Крым», «Берег Ай-Петри», «Мечеть», «Вид Боярки» и другие. Все эти работы были высоко оценены, а некоторые приобретены для музея Академии художеств. В этот же период художник написал несколько портретов, лучшим из которых считается портрет Н. Н. Ге: он написан в традициях русской реалистической живописи, с большой психологической выразительностью отображает образ художника.
Часто обращался художник к изображению днепровских просторов. Наиболее характерным и удачным является его пейзаж «Над Днепром», который впечатляет своей реалистичностью и ненадуманностью.

## Работы
- «Портрет Тараса Шевченко» (1864—67);
- «Портрет Петра Могилы» (1868);
- «Околица Киева» (1879);
- «Речка Тетерев» (1886);
- «Коростышев» (1886);
- «Осень» (1890-е гг.);
- «Днепр» (1890-е гг.);
- «Над Днепром» (1890-е гг.);
- «Вид Боярки» (1890-е гг.);
- «Крым» (1892);
- «Берег Алупки» (1894);
- «Портрет Николая Ге» (1906).

## Литературные произведения
- Мурашко Н. И. Воспоминания старого учителя / Киевская рисовальная школа. 1875—1901. — Киев : тип. С. В. Кульженко, 1907. — 240 с.